# Jörns socken
Jörns socken i Västerbotten uppgick 1967 i Skellefteå stad och området ingår sedan 1971 i Skellefteå kommun och motsvarar från 2016 Jörns distrikt.
Socknens areal är 1 755,90 kvadratkilometer, varav 1 695,30 land. År 2000 fanns här 2 023 invånare. Tätorten Jörn med Sankt Mikaels kyrka och kyrkbyn Österjörn med sockenkyrkan Österjörns kyrka ligger i socknen. Innan nuvarande Jörn grundades 1893 var det nuvarande Österjörn som hette Jörn. 

## Administrativ historik
Enligt beslut den 8 oktober 1823 skulle Norsjö kapellförsamling vid nästa kyrkoherdesledighets inträffande i Skellefteå utbrytas till ett eget pastorat. Samtidigt skulle ett nytt kapellag, Högheden, inrättas under det nya pastoratet. Enligt beslut den 8 december 1832 skulle kapellaget istället anläggas i Jörn, som ansågs vara en lämpligare plats för en kyrka. 1834 bildades Norsjö pastorat och Jörns kapellag. Kyrkoherden i Norsjö höll från och med 1836 tre gudstjänster per år. Från och med 1848 fick Jörn en egen kapellpredikant. Enligt beslut den 25 april 1871 fick Jörn rätten att bilda ett eget regalt pastorat genom en framtida utbrytning ur Norsjö pastorat, vilket skedde 1892.
Enligt beslut den 12 oktober 1883 skulle Jörn bli egen jordebokssocken och utbrytas ur Norsjö jordebok efter kyrkoherden i Norsjös avgång. Kyrkoherden avled den 29 april 1889 och då trädde beslutet i kraft.
Vid kommunreformen 1862 överfördes ansvaret för de kyrkliga frågorna till Jörns församling och för de borgerliga frågorna till Jörns landskommun. Landskommunen uppgick 1967 i Skellefteå stad som 1971 ombildades till Skellefteå kommun. Församlingen uppgick 2008 i Jörn-Bolidens församling.
1 januari 2016 inrättades distriktet Jörn, med samma omfattning som församlingen hade 1999/2000.
Socknen har tillhört fögderier, tingslag och domsagor enligt vad som beskrivs i artikeln Västerbotten. De indelta soldaterna tillhörde Västerbottens regemente.

## Geografi
Jörns socken ligger nordväst om Skellefteå kring Byskeälven och med Skellefteälven i söder. Socknen är myr- och sjörik skogsbygd med höjder som i mellersta delen når 516 meter över havet.

### Byar i Jörns socken
- Snipp, Snapp, Snorum, Hej, Basalorum längst i norr
- Myrheden, där Byskeälven korsar Stambanan genom övre Norrland
- Missenträsk och Stensträsk längst i väster
- Granbergsträsk, där författaren Birger Vikström växte upp. Byn kallades "Stenliden" i boken "De lyckliga åren" som utkom 1954. Där föddes också skidåkaren Lennart Larsson ("Lilljärven")
- Piptjärn, Storträsk, Andersträsk, Nyborg, Djupträsk och Ullbergsträsk i nordväst, känt för sitt väckelsemuseum och fina gäddfiske
- Klockträsk, Hedträsk, och Östra Stavträsk i sydöst.
- Stavaträsk med Degerträsk och Lundbacka i öster
- Grönbo i nordöst med sin jättestora skogsplantskola samt Åselet, den vackra byn
- Nilsliden, Gråliden, och Fjällboheden med sitt skolplanschgalleri
- Renström med Sveriges djupaste gruva Renströmsgruvan i söder
- Talliden, Älgträsk, Lillgranberg, Björkliden, Tallberg och Valbränna.
- Brännäs, Långnästräsk, Högheden, Hornsträsk, Pärlström och Österjörn (det ursprungliga Jörn) nära Jörn.

## Fornlämningar
Cirka 15 boplatser från stenåldern är funna och omkring 85 fångstgropar är påträffade.

## Namnet
Namnet (1778 Jörn) kommer från kyrkbyn (nuvarande Österjörn) och är kanske en försvenskning av ett finskt namn jyrä, 'bäck med branta stränder; djup dal, brant', syftande på bergsbranten vid Jörnsträsket.

## Kultur
Jörns socken är förebild för Lillvattnets socken i Sara Lidmans jernbaneepos. Där heter såväl nuvarande orten Österjörn som dess sjö Jörnsträsket Lillvattnet och det nya stationssamhället Jörn heter Vattnet.

## Befolkningsutveckling
| Befolkningsutvecklingen i Jörns socken 1840–2000                                                         | Befolkningsutvecklingen i Jörns socken 1840–2000 | Befolkningsutvecklingen i Jörns socken 1840–2000 | Befolkningsutvecklingen i Jörns socken 1840–2000 | Befolkningsutvecklingen i Jörns socken 1840–2000 |
| --- | ------------------------------------------------ | ------------------------------------------------ | ------------------------------------------------ | ------------------------------------------------ |
| |                                                  |                                                  |                                                  |                                                  |
| År |                                                  |                                                  | Folkmängd                                        |                                                  |
| 1840 | 1840                                             |                                                  | 695                                              |                                                  |
| 1850 | 1850                                             |                                                  | 1 076                                            |                                                  |
| 1860 | 1860                                             |                                                  | 1 504                                            |                                                  |
| 1870 | 1870                                             |                                                  | 2 000                                            |                                                  |
| 1880 | 1880                                             |                                                  | 2 403                                            |                                                  |
| 1890 | 1890                                             |                                                  | 2 996                                            |                                                  |
| 1900 | 1900                                             |                                                  | 3 805                                            |                                                  |
| 1910 | 1910                                             |                                                  | 4 409                                            |                                                  |
| 1920 | 1920                                             |                                                  | 5 306                                            |                                                  |
| 1930 | 1930                                             |                                                  | 5 850                                            |                                                  |
| 1940 | 1940                                             |                                                  | 5 689                                            |                                                  |
| 1950 | 1950                                             |                                                  | 5 530                                            |                                                  |
| 1960 | 1960                                             |                                                  | 4 801                                            |                                                  |
| 1970 | 1970                                             |                                                  | 3 674                                            |                                                  |
| 1980 | 1980                                             |                                                  | 2 851                                            |                                                  |
| 1990 | 1990                                             |                                                  | 2 458                                            |                                                  |
| 2000 | 2000                                             |                                                  | 2 023                                            |                                                  |
| Anm: Källor: Umeå universitet - Tabellverket 1749-1859, Demografiska databasen, CEDAR, Umeå universitet. |                                                  |                                                  |                                                  |                                                  |